# Милош Аврамовић
Милош Аврамовић (Београд, 23. март 1978) српски је сценариста, продуцент и редитељ. 

## Биографија
Завршио је Прву београдску гимназију. Дипломирао  је на катедри за филмску режију Академије уметности 2006. године са дугометражним играним филмом Кројачева тајна.
Основао је продуцентску компанију РЕЖИМ 2007. године, радећи као режисер и извршни продуцент у другим продукцијама у Србији и региону првих 10 година. 2017. године ушао је у продукцију свог првог дугометражног филма као продуцент и свог другог дугометражног у функцији режисера. Овај филм - Јужни ветар, оборио је све рекорде благајни током последњих 15 година, и број гледалаца и даље расте.
Аутор неколико кратких играних филмова који су приказани на домаћим и страним фестивалима. Режирао је неколико музичких спотова и радои је као помоћник редитеља на неколико пројеката.
Са Гораном Шушљиком учествовао као продуцент популарних серија ФОЛК и Чизмаши и самостално као директор прве сезоне мегапопуларне серије Сенке над Балканом.
Косценариста је и редитељ филмова Јужни ветар из 2018. и Јужни ветар 2: Убрзање из 2021. године.
За РТС реализовао играну серију Јужни ветар са 14 епизода.
Разведен је и отац је једног детета. Живи и ради у Београду.